# Костино (усадьба)
Костино — усадьба, расположенная в исторической части Королёва Костино городского округа Королёв Московской области.
На протяжении нескольких веков имение принадлежало Титовым, Киреевским и Долгоруковым, а также Михаилу Жеребцову, гофмейстеру царского двора, который построил при церкви колокольню. Большую часть времени Жеребцов проводил за рубежом и редко посещал имение, поэтому на рубеже XIX и XX веков он решил продать его. Период расцвета усадьбы связан с именем её последнего владельца предпринимателя и фабриканта Александра Николаевича Крафта, купившего имение в 1901 году, при котором оно активно застраивалось.
В советское время перед музеем ставились задачи по систематическому восстановлению мемориальности дома-музея и прилегающей территории. С домом-музеем В. И. Ленина связаны периоды его неоднократных перепланировок и масштабной реконструкции, проведённой в 1980-е годы. Работы по дому-музею проходили в разные периоды: в 1939, 1969 годах и в период с 1983 по 1987 год. Сохранились сведения о проведённых работах по интерьеру здания ещё до открытия в нём музея.
В настоящее время усадьба Костино является отделом Музейного объединения «Музеи наукограда Королева»: в доме садовника есть выставочный зал, где экспонируются коллекции художников, фотографов, собрания коллекционеров, встречи с авторами. Гостевой дом, тоже принадлежащий музею, известен как «Дом Ленина». Помимо мемориальных ленинских комнат, здесь находится экспозиция «Жизнь и быт крестьян Болшева и Костина». В музее создана постоянная экспозиция «Путёвка в жизнь. Из истории Болшевской трудовой коммуны».

## История
Впервые Костино упоминается в письменных источниках в 1585 году — деревня была подарена дьяку Василию Щелкалову, ведавшему посольским порядком при Иване Грозном. Позже село перешло к Шереметевым, владевшим имением до 1635 года, и впоследствии несколько раз меняло владельцев.
На протяжении веков усадьба оставалась небольшой как по количеству дворов, так и по числу жителей. В 1678 году она состояла из господского дома и четырёх крестьянских дворов из 18 жителей, четверо из которых были в бегах. В 1704 году в ней было 6 дворов, а в них было всего 21 человек.
Костино было в руках Кузьминых более века вплоть до середины XVIII века. В 1743 году оно принадлежало вдове Ф. И. Кузьмина Ульяне Артемьевне. В 1776 году владельцем усадьбы стала помещица, бригадирша Авдотья Степановна Титова, в 1812 году — Е. А. и И. А. Киреевские, с 1831 по 1850-е годы — княжеский род Долгоруковых. В XIX веке, когда владелицей имения была княгиня Екатерина Гавриловна Долгорукая, его население значительно увеличилось. Если в 1704 году оно состояло из 4 крестьянских дворов, то в 1852 году — из 20, в которых проживало 87 человек и числилось 9 слуг. В 1859 году общая численность крестьян села достигала 170 человек при тех же 20 дворах.

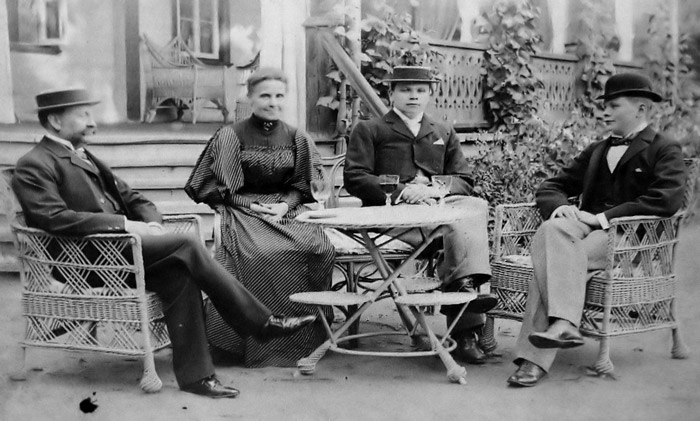
Семья Крафтов, 1900-е годы

Возможно, это было связано с масштабным строительством — была возведена колокольня, для чего были привезены крепостные из других имений владельцев и размещены во времянках. Завершение строительства колокольни датируется 1863 годом. Вероятно, что это событие произошло при помещике, бывшем гофмейстере императорского двора Михаиле Дмитриевиче Жеребцове, к которому имение перешло от его жены Натальи Павловны Жеребцовой. В 1901 году имение у Жеребцовых приобрёл немец, предприниматель Александр Николаевич Крафт. Он является последним владельцем усадьбы Костино.
Торговая компания «Братья Крафт» занималась крупными поставками хлопка, чая, мыла и хлопчатникового масла. На плане Московской губернии изображены границы владения А. Н. Крафта 1906 года, оставшиеся за формальным отграничением крестьянского надела села Костина в 1904 году. Дата постройки зданий усадебного комплекса А. Н. Крафта не установлена, предположительно — 1906—1916 годы. На это указывает план Северного страхового общества 1916 года. Согласно плану из трёх десятков строений до наших дней сохранились лишь фрагменты усадьбы начала XX века: семь зданий, в том числе главный дом, находящийся в аварийном состоянии, фрагменты парка с центральной аллеей и прудом. Местоположение пяти сохранившихся зданий в структуре усадьбы в целом не изменилось и соответствует существующей ситуации, за исключением дома садовника и оранжереи, которые были перестроены в советское время.

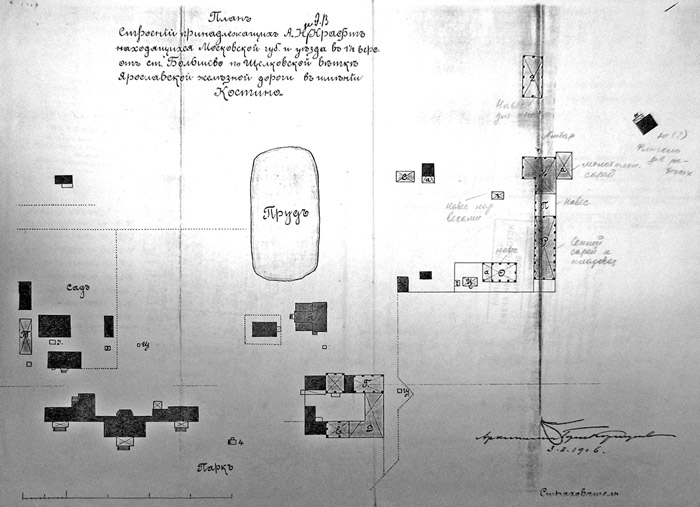
План усадьбы, 1906 год

Закончив оформление документов на землю, Крафт в 1906 году перестроил имение на свой вкус. Усадьба сочетала в себе русский и европейский стили. Перед домом был разбит цветник, а в яблоневом саду были устроены оранжереи для редких растений. Ландшафтный парк украсили беломраморные статуи на традиционную тему — фигурки фей и фавнов, посреди большого овального пруда была размещена статуя. В 1917 году Крафты уехали в Германию.
После Октябрьской революции имение было национализировано. В 1918 году в усадьбе расположился совхоз Всероссийской чрезвычайной комиссии. С 17 января по 1 марта 1922 года лидер СССР Владимир Ильич Ленин проводил свой отпуск в главном доме усадьбы. Здесь он написал более 300 важных документов по вопросам партийного, государственного устройства и внешней политики страны, подготовил сводный доклад к XI съезду партии, материалы для участия в Генуэзской конференции.
В 1924 году в имении начала работу Болшевская трудовая коммуна для малолетних правонарушителей и беспризорников № 1. По свидетельствам современников, её сотрудникам в действительности удавалось превратить детей-преступников в честных людей. Сначала местные жители боялись «лиходеев», а потом стали выдавать замуж за уже более взрослых воспитанников коммуны своих дочерей. В первые годы обитатели коммуны занимали жилые помещения и хозяйственные постройки имения Костино. Вокруг Болшевской рабочей коммуны был основан сначала рабочий посёлок, а с 1940 года — город Костино. Уцелели здания коммуны архитекторов Аркадия Яковлевича Лангмана и Лазаря Зиновьевича Чериковера.
Экспозиция «Путёвка в жизнь: из истории Болшевской трудовой коммуны» рассказывает об истории этого уникального социально-педагогического эксперимента. Её расцвет ознаменовался ростом производственной базы, строительством производственных, жилых и общественных зданий. Жизнь коммунаров, «перебитых» в хороших людей по профессии, была насыщенной: они занимались спортом, создавали свой спортивный инвентарь на всесоюзном уровне, увлекались искусством и литературой. Писатель Максим Горький приезжал в коммуну не раз: его книги, подаренные коммунарам, являются ценными экспонатами. Графика художника Василия Николаевича Маслова также считается очень ценной. Коммуна распалась в 1937 году, и большинство её жителей были репрессированы. На её территории был снят первый советский художественный звуковой фильм «Путёвка в жизнь» (1931), который сделал усадьбу всемирно известной.
В 1939 году в память о пребывании в усадьбе В. И. Ленина рядом был открыт Мемориальный дом-музей Владимира Ленина. В доме семь комнат, в правой его части воссоздана мемориальная обстановка на период пребывания в нём В. И. Ленина. В левой размещены экспозиции, посвящённые истории усадьбы Костино и её владельцам, а также истории музея В. И. Ленина. В кирпичном здании оранжереи открыта постоянная экспозиция, посвящённая первому в стране и в своё время всемирно известному образцовому учреждению по перевоспитанию малолетних правонарушителей — Болшевской трудовой коммуне, существовавшей в Костине с 18 августа 1924 по 1 января 1939 года, гостями которой были видные политики и выдающиеся деятели мировой культуры. В бревенчатом здании дома садовника находится выставочный зал, в котором проходят сменные выставки.
Конец 1920-х-начало 1930-х годов был периодом приспособления здания под различные организации, в том числе под комитет комсомола Болшевской трудовой коммуны, пионерскую комнату, редакцию газеты «Коммунар» и даже парикмахерскую с устройством отдельного входа на главном фасаде. В 1939 году, в период подготовки музея к открытию, проводились работы по устранению предыдущих перестроек. В ходе работ было восстановлено крыльцо чёрного хода на восточном фасаде, через которое Владимир Ленин впервые вошёл в дом, ликвидированы вход в подвал со стороны восточного фасада и второе крыльцо с северного фасада, проведены работы по перегородкам и дверям в интерьере, голландские печи были переделаны на русские. Работы велись на средства Болшевского комбината спортизделий.
В 1967 году музей стал государственным музеем-филиалом Центрального музея В. И. Ленина в Москве, по заданию которого в 1969 году проводились обследования и первые ремонтно-реставрационные работы на Мемориальном доме-музее, приуроченные к 100-летию со дня рождения В. И. Ленина. Мастерской № 7 института «Моспроект-3» была разработана проектно-сметная документация на капитальный и восстановительный ремонт мемориального здания. На основании проекта, ОКС КПО «Стрела» был выполнен большой объём работ, которые коснулись прежде всего замены фундаментов по периметру наружных стен, под внутренние перегородки подведены ленточные, были заменены сгнившие венцы наружных стен, заделано позднее окно в сенцах, восстановлена первоначальная тёмно-зелёная окраска наружных стен. В интерьере были отреставрированы печи, проведены работы по восстановлению проёмов, установлена наружная электропроводка.
В 1983—1987 годах здание музея подверглось полной реконструкции. По проекту Треста «Мособлстройреставрация» проводились ремонтно-реставрационные и исследовательские работы по дому-музею, в результате которых была увеличена высота кирпичного цоколя, полностью перебран сруб дома и заменён на новый, заменены сгнившие венцы, полностью разобрана и заменена крыша, чердачное перекрытие и перекрытия первого этажа также разобраны, в подвале сделаны продухи для вентиляции подполья, устроены напольные вентиляционные решётки. В этот период проводились работы по воссозданию мемориальной зоны: восстановлены здание оранжереи, дом садовника и территория, прилегающая к дому-музею.
На базе музея В. И. Ленина в 1992 году был создан городской историко-краеведческий музей, в котором собраны коллекции общественного краеведческого музея.
В 2009 году музею исполнилось 70 лет. В связи с этим событием был проведён торжественный юбилей, была подготовлена и открыта фондовая выставка. Особый интерес представляли чемодан с двойным дном, в котором перевозили газету «Искра», а также антикварный фарфор с советской символикой. На выставке также были представлены многие коллекционные медали, значки и красочные плакаты. В конце 2009 музей стал отделом «Усадьба Костино» Королёвского исторического музея.
С 2017 года «Усадьба Костино» является одним из пяти отделов Музейного объединения «Музеи наукограда Королёв».

## Описание
Очарование обширному ландшафтному парку придавали беломраморные статуи на тенистых аллеях и большой овальный пруд с фонтаном посередине. Просторный барский дом с двумя большими флигелями-террасами, с резными украшениями карнизов и наличников выходил на парк. В доме был водопровод, имелись дубовые полы, изразцовые печи, кафельный туалет и ванная. Перед домом был партерный цветник, ярко выделявшийся на фоне зелёной лужайки и окружённый невысоким кудрявым кустарником. Осенью благоухал яблоневый сад антоновки с двумя оранжереями для редких растений.
Недалеко от резиденции усадьбы к дому управляющего Жеребцова примыкали хозяйственные постройки, которые соединены друг с другом в виде прямоугольника: комната для прислуги, конюшня и каретный сарай, кучерская и скотный двор с сеновалом. Они образовывали внутренний двор. Также усадьба имела свинарник, птичник, молотильный сарай с конным приводом, баню, прачечную, овины, погреба и столярную мастерскую. В основном хозяйство было адаптировано к потребностям владельца семьи. На пашне возделывали рожь и пшеницу. Вокруг бушевал густой смешанный лес, где в изобилии гнездились птицы. Дорога на станцию Болшево связывала территорию с внешним миром.
Сохранились постройки рубежа XIX—XX веков: деревянный оштукатуренный одноэтажный главный дом (некоторые элементы дома утрачены, позже был достроен), двухэтажная прачечная, реконструированная оранжерея, административное здание (второй этаж деревянный), одноэтажный деревянный дом садовника, деревянный гостевой дом и птичник. Есть остатки ландшафтного липового парка с прудом, участки берёзовой аллеи, парковая скульптура и большая часть хозяйственных построек исчезли.

## Галерея

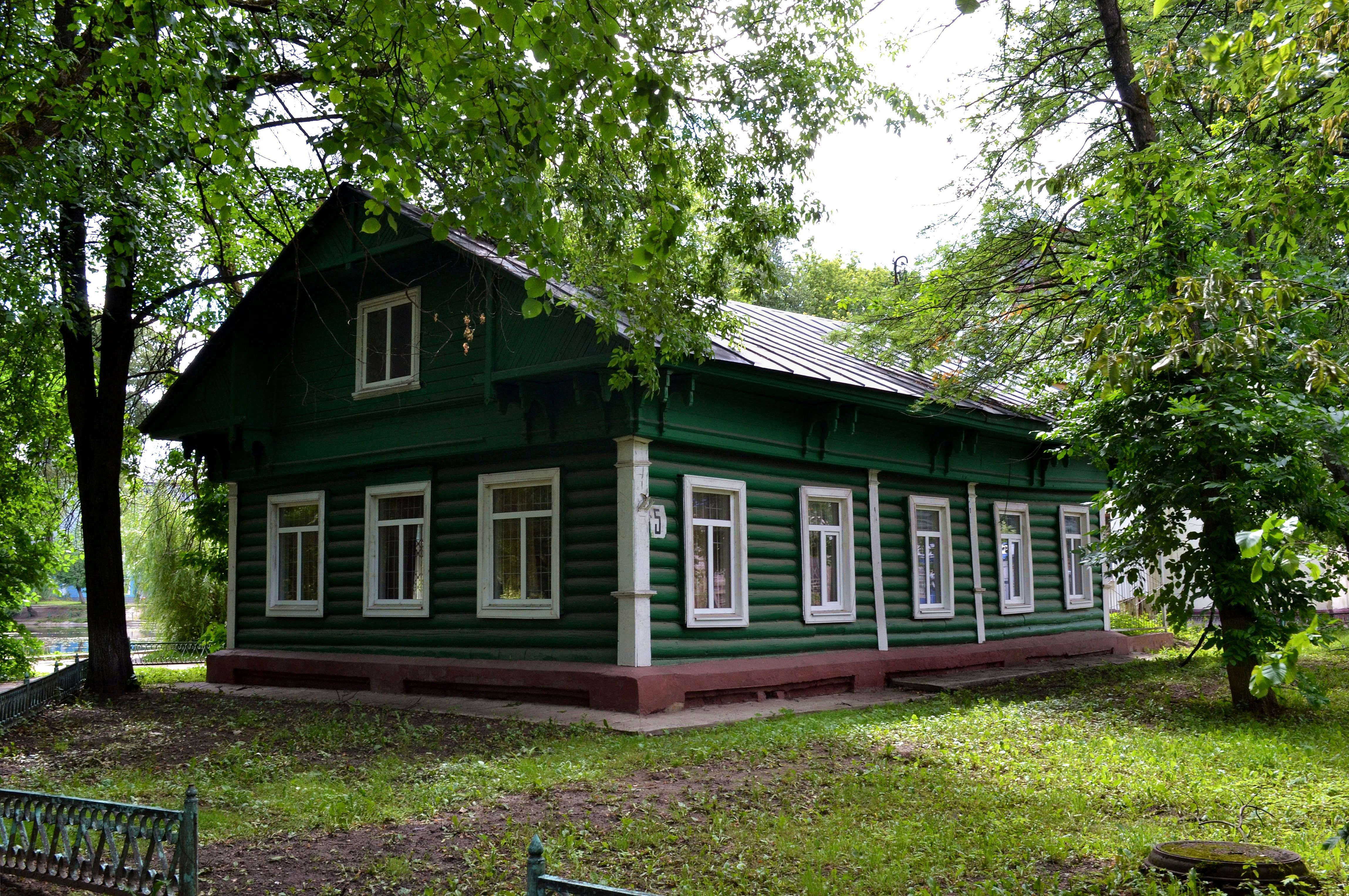
Птичник
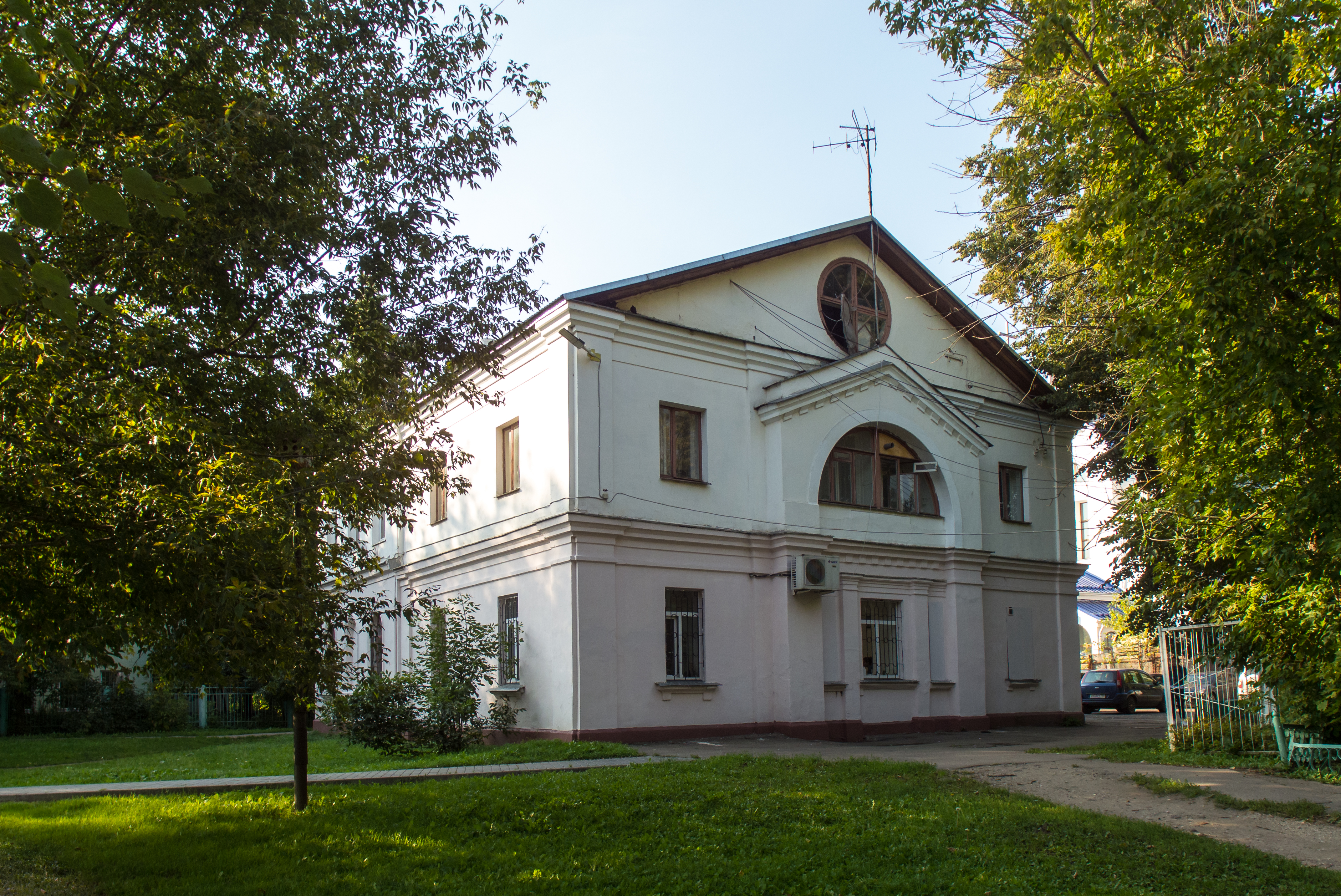
Прачечная
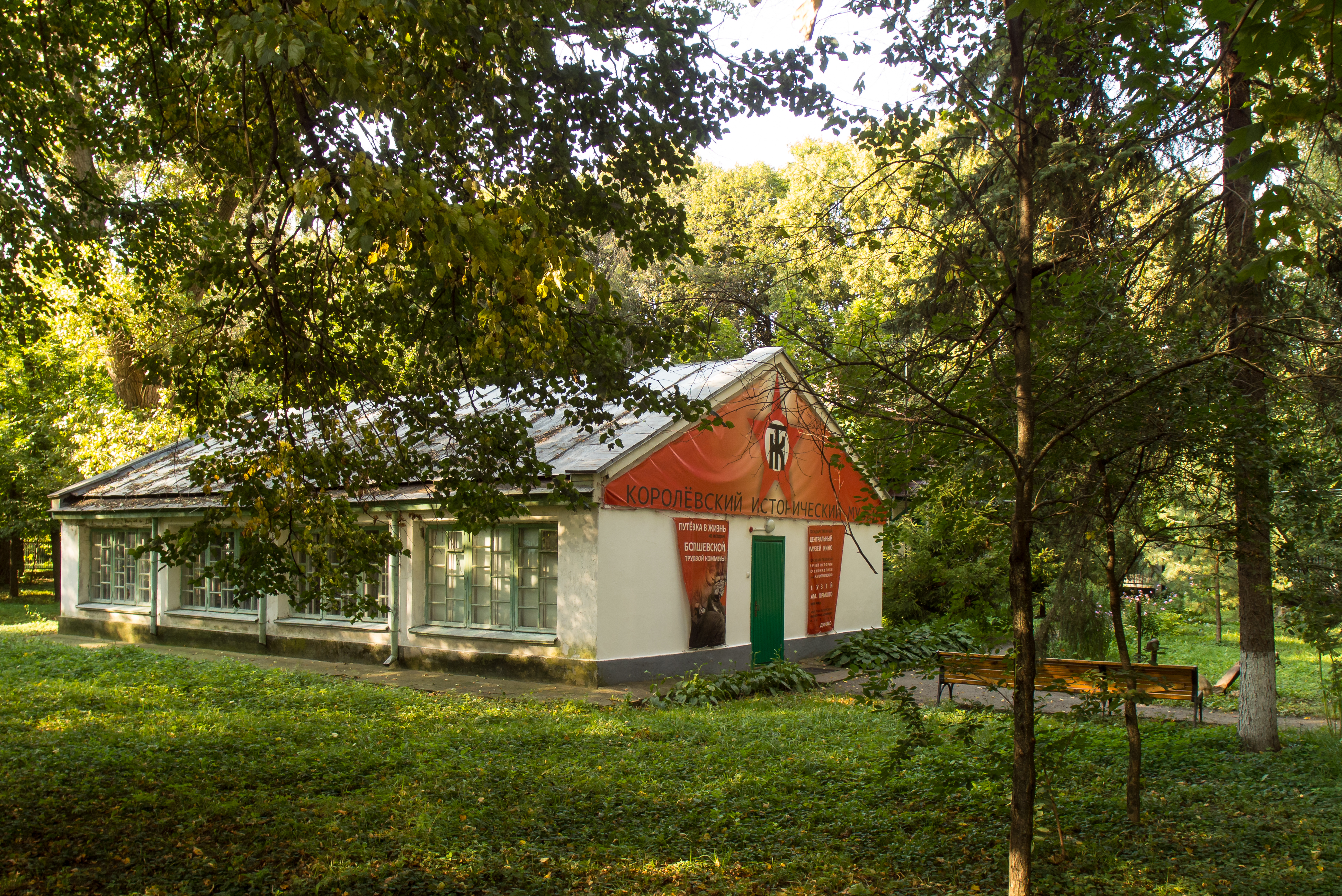
Оранжерея
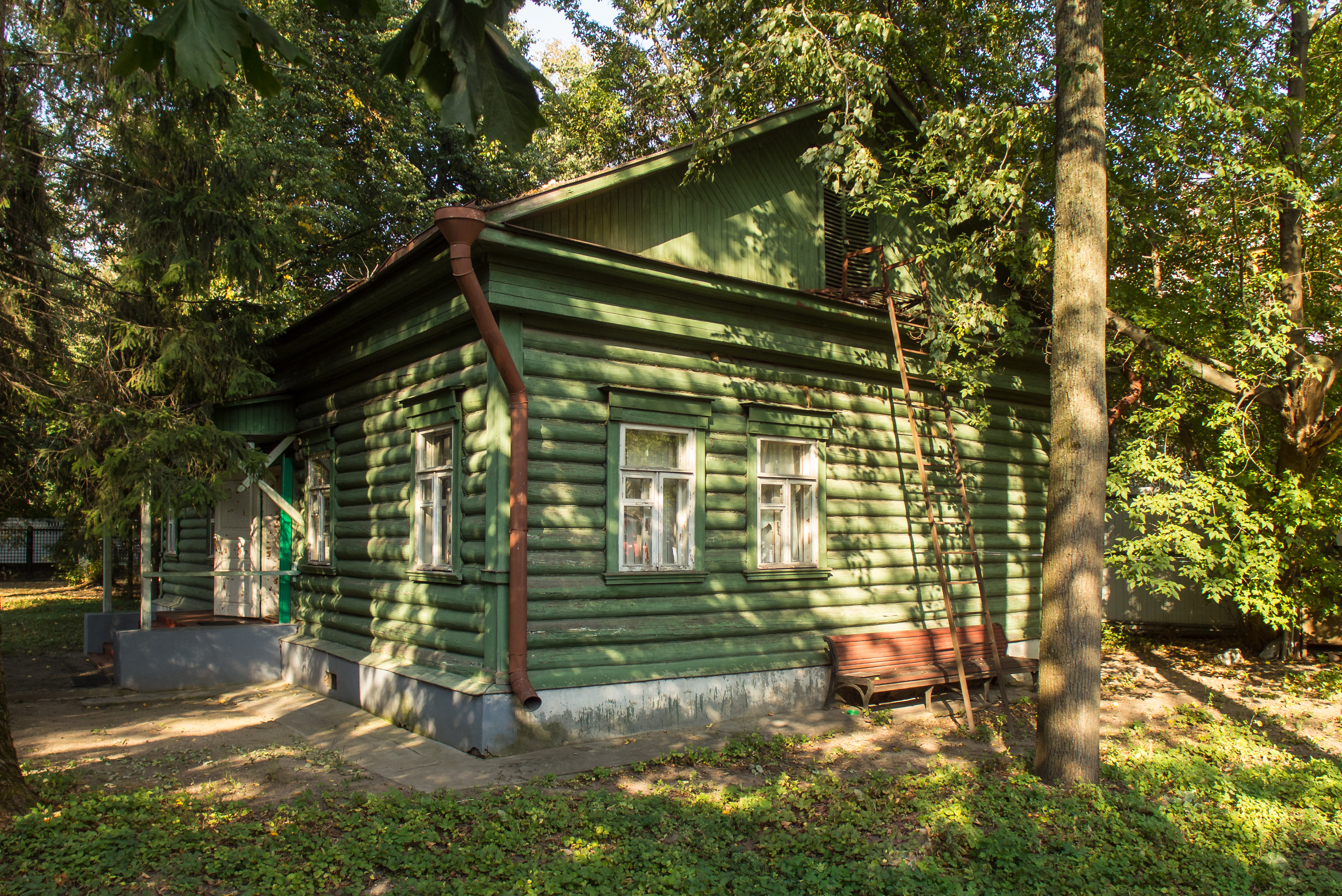
Дом садовника
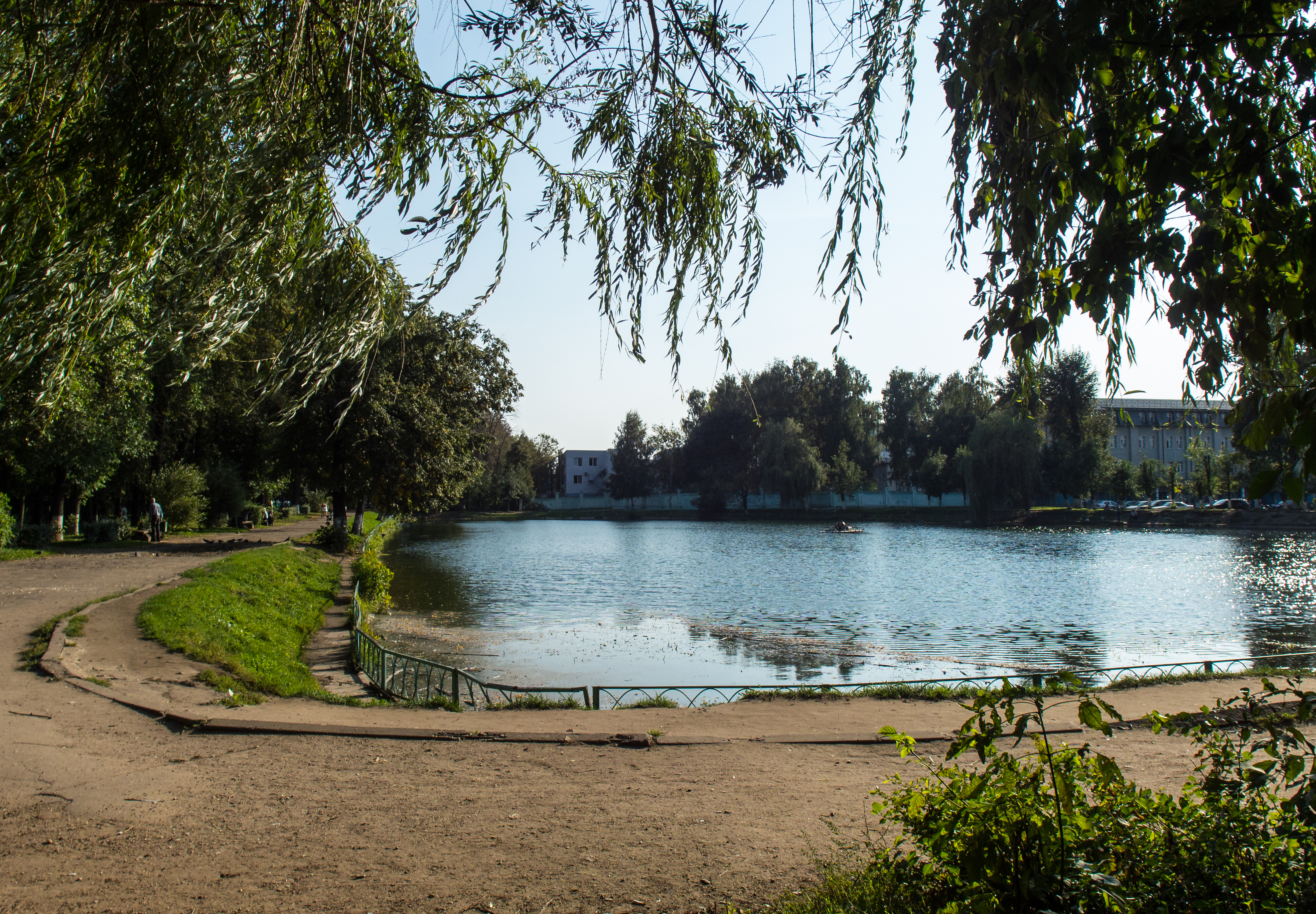
Пруд усадьбы
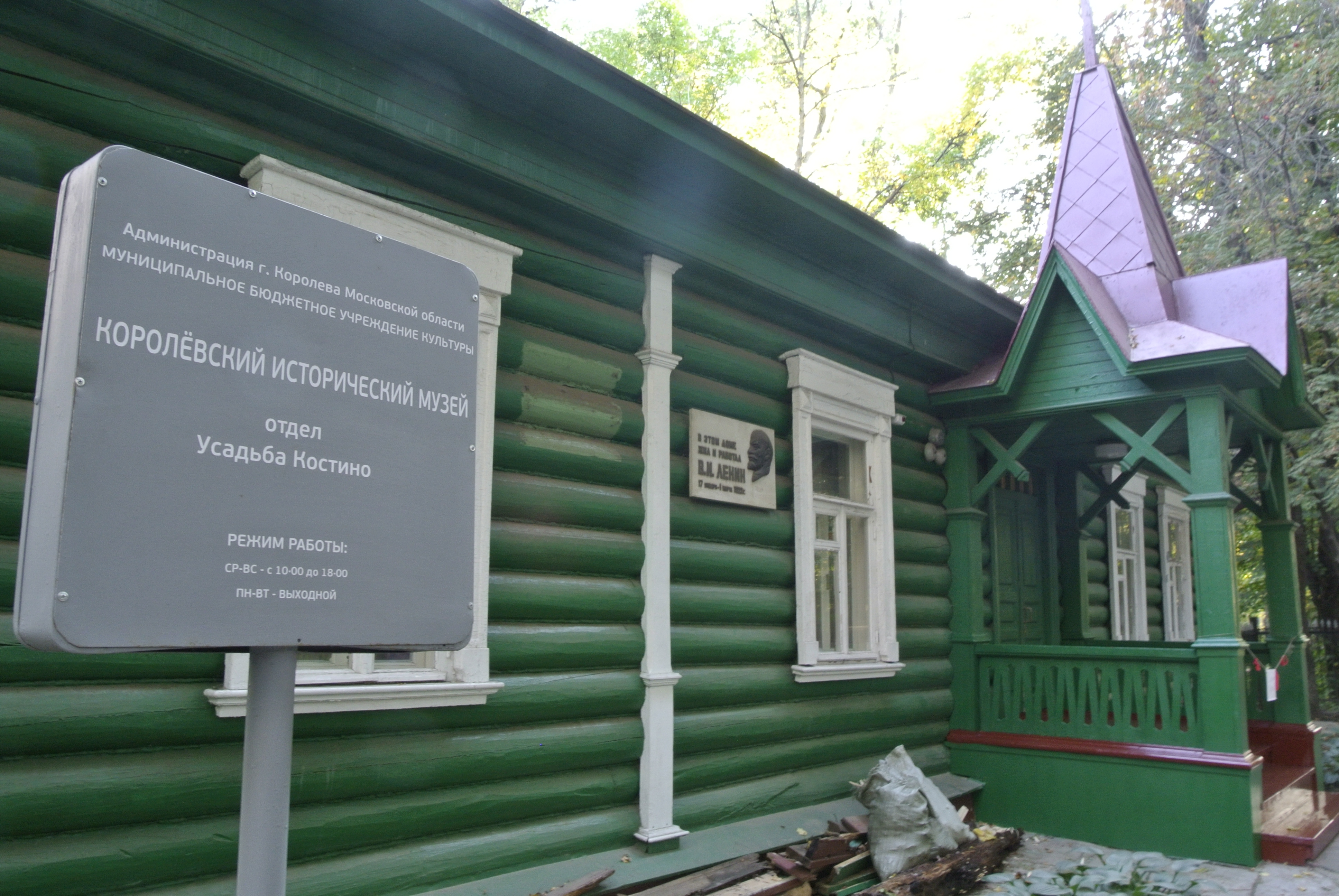